# Оувенсвил (Охајо)
Оувенсвил (енгл. Owensville) град је у америчкој савезној држави Охајо.

## Демографија
По попису из 2010. године број становника је 794, што је 22 (-2,7%) становника мање него 2000. године.
| Група             | 2000.       | 2010.       |
| Белци             | 788 (96,6%) | 772 (97,2%) |
| Афроамериканци    | 5 (0,6%)    | 1 (0,1%)    |
| Азијати           | 1 (0,1%)    | 2 (0,3%)    |
| Хиспаноамериканци | 10 (1,2%)   | 6 (0,8%)    |
| Укупно            | 816         | 794         |